# 八步螳螂拳
八步螳螂拳，源起於山東，為螳螂拳的分支之一，著名代表人物為衛笑堂。

## 傳承
八步螳螂拳是民國初年時，由山東煙台三位武師－「通臂拳」師陳德善、「八卦拳」師王中慶、「螳螂拳」師姜化龍，三人所創，後由姜化龍傳授給馮義環，傳至衛笑堂，最後由衛笑堂先生將此拳傳承至台灣，弟子逾千人。他的弟子，在衛笑堂先生死後，逐步將此拳傳播至台灣各地及美加地區。
但因為戰亂及文化大革命，此拳在中國已經沒人學習。

## 風格
八步螳螂拳融合了通臂拳、八卦掌與螳螂拳的特色。
八步螳螂拳之八步，即所謂的拔步、竄步、疊步、入環步、挪步、吞塌步、行步和拖步。以八步，配合螳螂拳的八式，即騎馬式，蹬山勢，坐虎式，坐盤式，虛式，虎頭式，塌擊式，寒雞式。用以練習出八剛十二柔的心法，所謂八剛十二柔即是以衝撞崩打，棍挑劈軋為八剛。閃轉騰挪，黏粘貼靠，勾摟採掛為十二柔。